# بليتش: تمرد غبار الماس
بليتش: تمرد الغبار الماس غيكيجوبان بوريتشي زاي دايموندو داستو ريبريون مو هيتوتسو نو هيورينمارو ‎ (劇場版BLEACH The DiamondDust Rebellion もう一つの氷輪丸، بليتش: تمرد غبار الماس، هيورينمارو آخر) هو الفيلم الثاني من سلسلة بليتش. الفيلم أخرجه نوريوكي أبيه وكتب السيناريو ميتشيكو يوكوتي وماساهيرو أوكوبو، وقد عُرض في دور العرض في 22 ديسمبر 2007. الشارة الموسيقية للفيلم هي صخرة النور (光のロック هيكاري نو روكو) أداها سامبوماستر.
لترويج الفيلم، استخدمت الحلقات 151-154 لقطات من الفيلم. كوبو نشرت أيضًا فصل مانغا خاص يركز على ماضي هيتسوغايا لترويج إضافي.

## القصة
الفرقة العاشرة بقيادة توشيرو هيتسوغايا ورانغيكو ماتسوموتو مرسلة لحماية أثر يسمى «ختم الملك» أو «أوين»، والذي سرقه أثناء عملية النقل شينيغامي مقنع غامض واثنان من الآرانكر يشبهان الفتاتين اللتيّ تتحكمان بالنار والبرق. أثناء الهجوم، هيتسوغايا ينعطف ويبدو إنه تعرف على الشينيغامي الذي يجرحه ثم يغادر. في وسط المعركة، يتخلى هيتسوغايا عن موقعه ليطارده ويترك فرقته ليدافعوا عن أنفسهم. بعد المعركة، يشك مجتمع الأرواح في خيانة هيتسوغايا ويأمر باعتقاله فورًا. الفرقة العاشرة بأكملها تُوضع رهن الإقامة الجبرية، حينئذٍ، يظنون أن الفرقة قد تُحل أو لا.

## الإنتاج
تايت كوبو مؤلف مانغا بليتش، قد ألف ون شوت المبني على شخصية هيستوغايا قبل العرض الأول للفيلم للترويج له. وقد شارك أيضًا في صناعة الفيلم وقام بتصميم شخصية كاسوكا. ومع ذلك، لم يستطع كوبو أن يضيف شخصية كاسوكا للمانغا ون شوت بسبب أن المبدأ قد جاء من المانغا. لأجل الترويج للفيلم الثاني من بليتش، وضع في إعلان الفيلم «أعدموا هيتسوغايا!». وقد اعترف كوبو أن تلك كانت فكرته ليفاجئ الجميع، لكن كوبو وماساكازو موريتا - المؤدي الصوتي لشخصية إيتشيغو كوروساكي - قد تلقيا رسائل من المعجبين القلقين مما تسبب في اعتذار كوبو.

## شخصيات جديدة
- سوجيرو كوساكا

أداء صوتي: أكيرا إيشيدا
الغريم الرئيسي في الفيلم.
- ينغ ويانغ

ينغ: أداء صوتي: أيا هيساكاوا
يانغ: أداء صوتي: يوكانا
توأمتان من الآرانكر تابعتان لسوجيرو كوساكا.

## طاقم العمل
| الشخصية                     | مؤدي الصوت الياباني    |
| --------------------------- | ---------------------- |
| توشيرو هيتسوغايا            | رومي باكو              |
| إيتشيغو كوروساكي            | ماساكازو موريتا        |
| إيتشيغو كوروساكي (طفل)      | يوكي ماتسوكا           |
| أوريهيمي إينوي              | يوكي ماتسوكا           |
| روكيا كوتشيكي               | فوميكو أوريكاسا        |
| رينجي أباري                 | كينتارو إيتو           |
| رانغيكو ماتسوموتو           | كايا متسوتاني          |
| إكاكو مادارامي              | نوبويوكي هياما         |
| يوميتشيكا أياسيغاوا         | جون فوكوياما           |
| بياكويا كوتشيكي             | ريوتارو أوكيايو        |
| كينباتشي زاراكي             | فوميهيكو تاتشيكي       |
| جينريوساي شيغيكوني ياماموتو | ماساكي تسوكادا         |
| سوي فون                     | توموكو كاواكامي        |
| ريتسو أونوهانا              | أيا هيساكاوا           |
| ينغ                         | أيا هيساكاوا           |
| جوشيرو أوكيتاكي             | هيديو إيشيكاوا         |
| تشوجيرو ساساكيبي            | تارو ياماغوتشي         |
| ماريتشيو أومايدا            | شوتو كاشي              |
| إيزورو كيرا                 | تاكاهيرو ساكوراي       |
| إيساني كوتيتسو              | يوكانا                 |
| يانغ                        | يوكانا                 |
| ناناو إيسي                  | هيتومي ناباتامي        |
| شوهي هيساغي                 | كاتسويوكي كونيشي       |
| كيوني كوتيتسو               | شينامي نيشيمورا        |
| ياتشيرو كوساجيشي            | هيسايو موتشيزوكي       |
| تيتسوزايمون إيبا            | رينتارو نيشي           |
| ياسوتشيكا إيمورا            | يوتاكا أوياما          |
| نيمو كوروتسوتشي             | ريه كوغيميا            |
| كارين كوروساكي              | ريه كوغيميا            |
| هاناتارو يامادا             | كوكي مياتا             |
| ياستورا سادو                | هيروكي ياسوموتو        |
| أوريو إيشيدا                | نورياكي سوغياما        |
| كيسوكي أوراهارا             | شينيتشيرو ميكي         |
| يورويتشي شيهوين             | ساتسكي يوكينو          |
| تيساي تسوكابيشي             | كيويوكي يانادا         |
| إيشين كوروساكي              | توشيوكي موريكاوا       |
| يوزو كوروساكي               | أيومي سينا             |
| ماساكي كوروساكي             | ساياكا أوهارا          |
| جينتا هاناكاري              | تاكاكو هوندا           |
| أورورو تسوموغيا             | نوريكو شيتايا          |
| كون                         | ميتسواكي مادونو        |
| زانغيتسو                    | تاكايوكي سوغو          |
| هيورينمارو                  | دايسوكي ماتسوكا        |
| سوجيرو كوساكا               | أكيرا إيشيدا           |
| شينيغامي                    | شينسوكي فوكوي تاكيتورا |

## الاستقبال
الفيلم قد حل بالمركز الرابع في شباك التذاكر في اليابان أثناء افتتاحيته، وقد احتفظ بمركز من العشر الأوائل حتى أسبوعه الخامس.
عندما أُصدر الدي في دي أصبح الفيلم الأكثر مبيعًا في ذلك الأسبوع، والآن أُصدر بلغات مختلفة.

## وصلات خارجية
- الموقع الرسمي
 (باليابانية)
- بليتش: تمرد غبار الماس (فيلم) في شبكة أخبار الأنمي
- بليتش: تمرد غبار الماس على موقع IMDb (الإنجليزية)
- بليتش: تمرد غبار الماس على موقع روتن توميتوز (الإنجليزية)
- بليتش: تمرد غبار الماس على موقع نتفليكس (الإنجليزية)
- بليتش: تمرد غبار الماس على موقع ألو سيني (الفرنسية)
- بليتش: تمرد غبار الماس على موقع Turner Classic Movies (الإنجليزية)
- بليتش: تمرد غبار الماس على موقع أول موفي (الإنجليزية)
- بليتش: تمرد غبار الماس على موقع فيلمافينيتي (الإسبانية)
- بليتش: تمرد غبار الماس على موقع قاعدة بيانات الفيلم (الإنجليزية)
- بليتش: تمرد غبار الماس على موقع ليتربوكسد (الإنجليزية)
- بليتش: تمرد غبار الماس على موقع كينوبويسك (الروسية)